# Rosularia platyphylla
Rosularia platyphylla là một loài thực vật có hoa trong họ Crassulaceae. Loài này được (Schrenk) A. Berger miêu tả khoa học đầu tiên năm 1930.